# Тохта
Тохта́ (каз. Тоқта) — село у складі Іртиського району Павлодарської області Казахстану. Входить до складу Панфіловського сільського округу.
Населення — 176 осіб (2021; 356 у 2009, 1060 у 1999, 1424 у 1989).
Національний склад станом на 1989 рік:
- казахи — 66 %.